# Közönséges tegzes
A közönséges tegzes (Limnephilus flavicornis) a rovarok (Insecta) osztályának a tegzesek (Trichoptera) rendjébe, ezen belül a mocsártegzesfélék (Limnephilidae) családjába tartozó faj.

## Előfordulása
A közönséges tegzes mindenütt előfordul és gyakori.

## Megjelenése
A közönséges tegzes imágója, az éjjeli lepkéhez hasonló, testhosszúsága 10–14 milliméter, szárnyfesztávolsága 26–37 milliméter. Színe sárgásbarna, a tor felül feketés, a potroh zöldes színű. Az elülső szárnyak szilárdabbak és sokkal keskenyebbek, mint a hátulsók, végük egyenes vonalban haránt irányban lemetszett. Színtelenek és fénylők, hátsó (összehajtott szárnyak esetén felső) felükön szabálytalan feketés-barna foltok láthatók. A csáp körülbelül olyan hosszú, mint az elülső szárny. A lábakon fekete tövisek vannak. A lárva teste hengeres, hernyóhoz hasonló.

## Életmódja
A közönséges tegzes álló- és lassan folyó, növényekkel dúsan benőtt vizek lakója. A kifejlett rovar alkonyatkor és éjszaka tevékenykedik, napközben a növényeken pihen. Valószínűleg alig táplálkozik; elcsökevényesedett szájszervei legfeljebb folyadék felvételére alkalmasak.
Repülési ideje májustól októberig tart, de leggyakrabban június–júliusban repül.